# Боганов, Борис Петрович
Борис Петрович Боганов (25 июля 1914, Черкасское, Саратовская губерния — 19 ноября 1984, Краснодар) — помощник командира взвода 793-го стрелкового полка, старшина — на момент представления к награждению орденом Славы 1-й степени.

## Биография
Родился 25 июля 1914 года в селе Черкасское (ныне — Вольского района Саратовской области). Окончил 8 классов. Работал счетоводом в исполкоме Черкасского сельсовета, а позже — инспектором в районном финансовом отделе. В армии со своими погодками служить не пришлось, медицинской комиссией при военкомате был признан негодным к военной службе.
С 1934 года жил в станице Варениковская Крымского района Краснодарского края, где работал старшим налоговым инспектором. В первые дни Великой Отечественной войны добровольцем пришел в военкомат. На этот раз его просьба была удовлетворена.
В действующей армии с сентября 1941 года. Свой боевой путь начал на Южном фронте, защищал Кавказ. Когда началось наступление, в составе войск 1-го и 2-го Украинских фронтов участвовал в боях по освобождению Украины, Молдавии, воевал в Румынии, Польше, Германии и Чехословакии.
20 августа 1944 года в бою в районе 12 километров севернее города Яссы старший сержант Боганов, исполняющий обязанности командира взвода автоматчиков 696-го стрелкового полка, совершил со взводом обходный манёвр. С тыла атаковал позиции врага на господствующей высоте, овладел высотой и удерживал её до подхода основных сил батальона. При отражении контратак и в рукопашной схватке истребил с подчиненными много живой силы противника.
Приказом от 10 августа 1944 года старший сержант Боганов Борис Петрович награждён орденом Славы 3-й степени.
8 февраля 1945 года в боях у населённого пункта Герцогсвальдау старшина роты 793-го стрелкового полка старшина Боганов вызвался пробиться к полуокруженным стрелковым подразделениям и доставить боеприпасы. По дороге на него напали вражеские автоматчики. Боганов залег в придорожной канаве и вступил в бой. В неравном поединке он уничтожил из ручного пулемета тринадцать фашистов, остальных обратил в бегство. Боеприпасы были вовремя доставлены нашим стрелковым подразделениям.
Приказом от 1 апреля 1945 года старшина Боганов Борис Петрович награждён орденом Славы 2-й степени.
18 апреля 1945 года помощник командира взвода старшина Боганов в критическую минуту боя поднял бойцов в атаку и первым ворвался в населённый пункт Кодерсдорф. Гранатами подавил пулеметную точку и сразил до 10 противников. Затем, заменив выбывшего из строя командира взвода, продолжал выполнять боевую задачу. Был тяжело ранен, но не покинул поля боя. День Победы встретил в госпитале.
Указом Президиума Верховного Совета СССР от 27 июня 1945 года за образцовое выполнение заданий командования в боях с немецко-вражескими захватчиками старшина Боганов Борис Петрович награждён орденом Славы 1-й степени. Стал полным кавалером ордена Славы.
В ноябре 1945 года старшина Боганов был демобилизован. Вернулся в Краснодарский край в станицу Варениковская. Трудился финансовым инспектором. Последние годы жил в краевом центре — городе Краснодаре, активно участвовал в оборонно-массовой работе. Скончался 19 ноября 1984 года.
Награждён орденами Славы 3-х степеней, медалями.